# Ooyse Schependom
De Ooyse Schependom is een wijk van de Nederlandse gemeente Nijmegen in het stadsdeel Nijmegen-Oost. Het gebied ligt in de Ooijpolder aan de Waal en grenst aan de gemeente Berg en Dal. Op 1 januari 2023 telde de wijk 275 inwoners, verdeeld over 119 woningen, met een gemiddelde WOZ-waarde van € 392.000, op een oppervlakte van 1,09 km².

## Geschiedenis
De wijk hoorde tot 1818 bij Ubbergen, en er stonden stenen huizen in plaats van houten. In Nijmegen zelf moesten de huizen van hout zijn (zodat ze bij een aanval op de stad in brand konden worden gestoken teneinde een goed schootsveld te creëren). De stenen huizen in de Ooyse Schependom bleven staan totdat de Hunnerpoort in 1882 uiteindelijk werd gesloopt.
Met de komst van Waalbrug (1936) werd de rechtstreekse aansluiting van de Ooyse Schependom met de Waalkade verbroken. Ook moest een deel van de huizen en werkplaatsen omwille van de brug worden gesloopt.  De Ooyse Schependom ligt zodoende tegenwoordig geïsoleerd van de rest van de stad, doordat het aan de andere kant ligt van de Waalbrug en de Ubbergseweg. Deze wegen liggen hoger dan de huizen en woonboten van het Ooyse Schependom en vormen daardoor een barrière tussen deze wijk en de rest van de Nijmegen. De Ooyse Schependom is voor de meeste Nijmegenaren dan ook het voorportaal naar de Ooijpolder. Een bezienswaardigheid is het Hollandsch-Duitsch gemaal.
Na de Tweede Wereldoorlog was voor Nijmegen stadsuitbreiding in de Ooyse Schependom en de Ooijpolder een van de mogelijke opties. In het Structuuronderzoek van 1963 koos Nijmegen zelfs voor uitbreiding in dit gebied. De Ooijpolder viel uiteindelijk af vanwege al het waardevolle natuurschoon in deze streek; de plannen voor bebouwing van de Ooijpolder werden in 1972 door de minister van Volkshuisvesting en Ruimtelijke Ordening afgewezen. De stad is toen in plaats daarvan gaan uitbreiden aan de westzijde, waar de wijken Dukenburg en Lindenholt verrezen.

## Inrichting
Het overgrote gedeelte van het gebied is natuurgebied. Dit gedeelte, dat van 't Meertje tot bijna aan De Vlietberg loopt, wordt Stadswaard genoemd en is onderdeel van de Gelderse Poort. In de stadswaard lopen Gallowayrunderen en konikpaarden. Aan de Waal liggen strandjes die voor recreatie gebruikt worden. Ten zuiden van de Ooysedijk wordt het gebied ook gebruikt voor landbouw.  Aan de Nijmeegse heuvelrug zijn twee straten met woningen en ook aan de Ooysedijk staan enkele woningen. In 't Meertje (een inham bij de Waal) liggen enkele woonboten.
In 2016 en 2017 werd in de Stadswaard een nevengeul van 1,5 kilometer aangelegd die de naam t Zeumke kreeg naar een oude waterloop in het gebied. De geul werd op 17 november 2017 officieel geopend. Een voetgangersbrug heeft de naam 't Zeumplankje, deze ligt in het verlengde van de voetgangersbrug de Ooypoort die sinds november 2013 de Waalkade over 't Meertje met de Stadswaard verbindt.

## Afbeeldingen

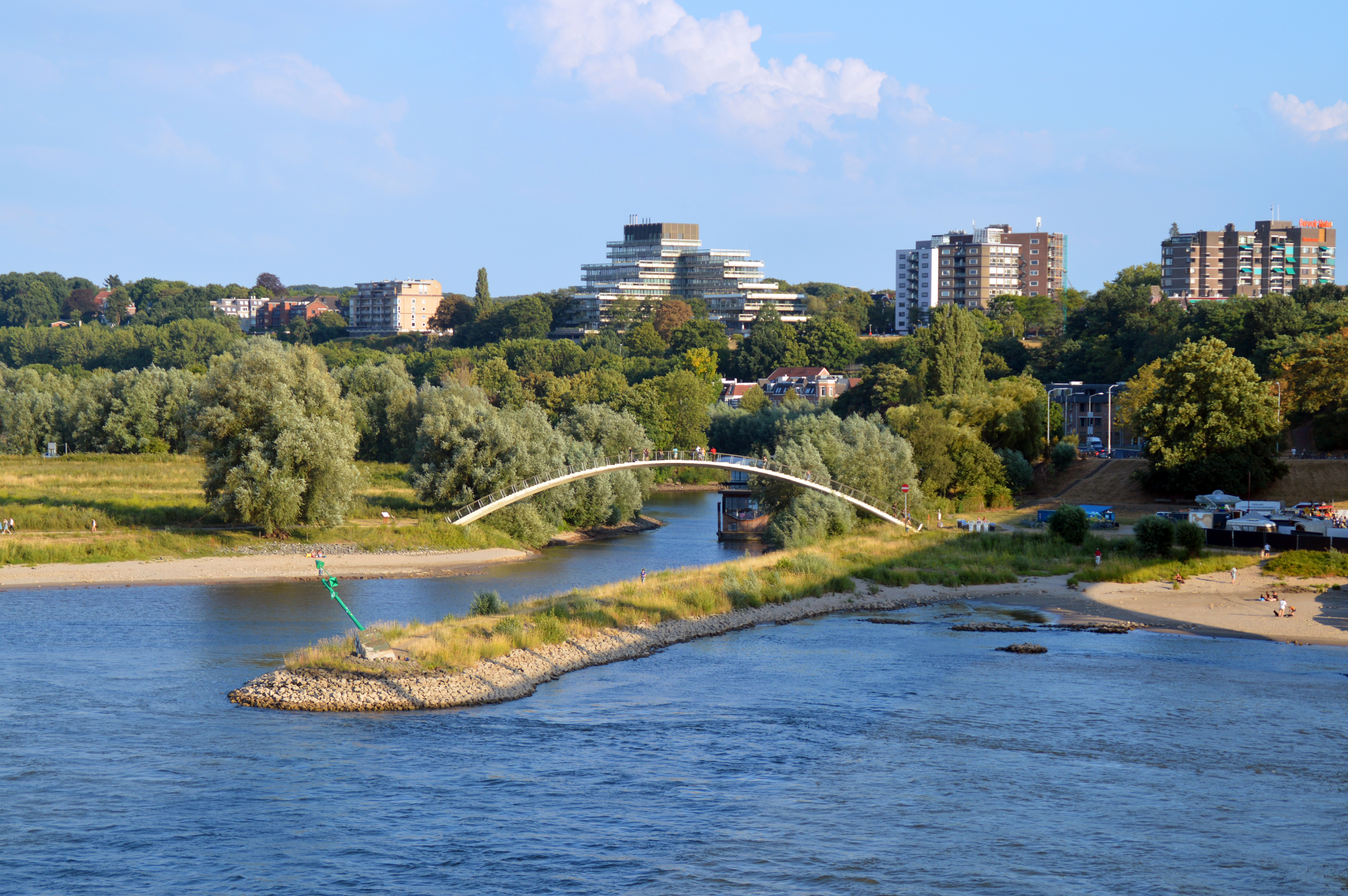
Uitmonding van Het Meer in de rivier Waal bij Nijmegen. Op de achtergrond Ooyse Schependom. Op de voorgrond de Ooypoort
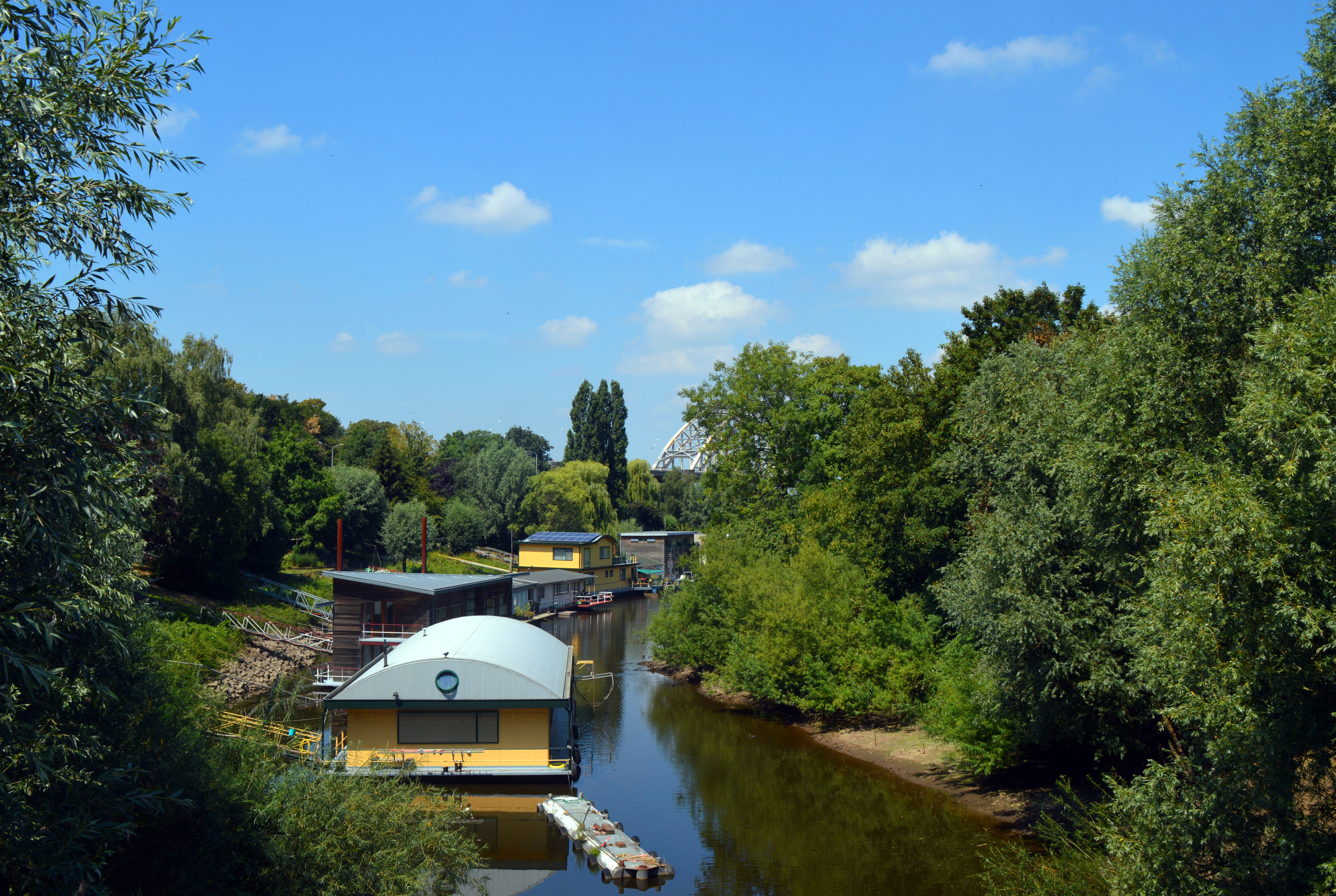
Woonboten in 't Meertje
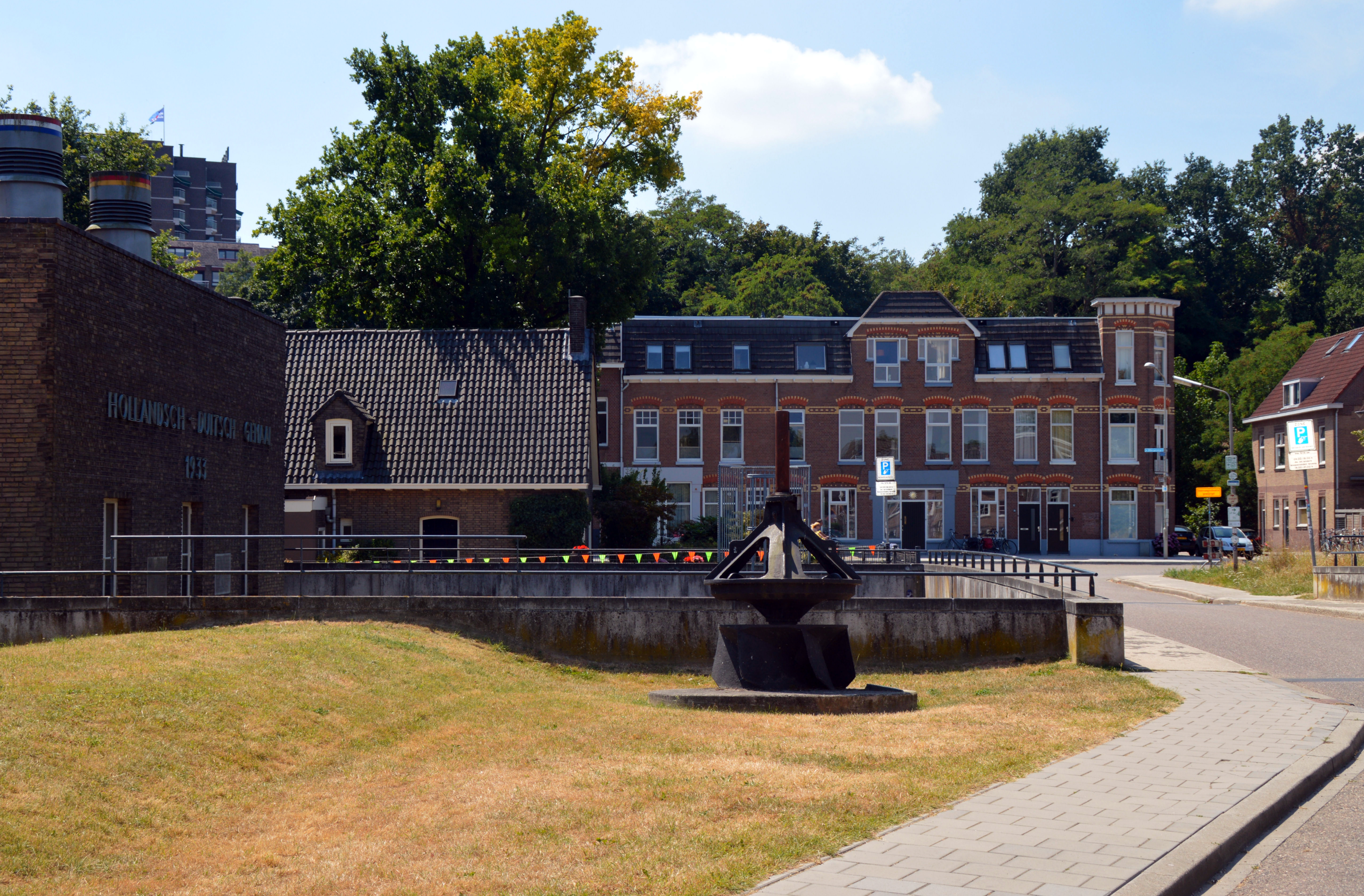
Ubbergeseweg gezien vanaf de Ooysedijk
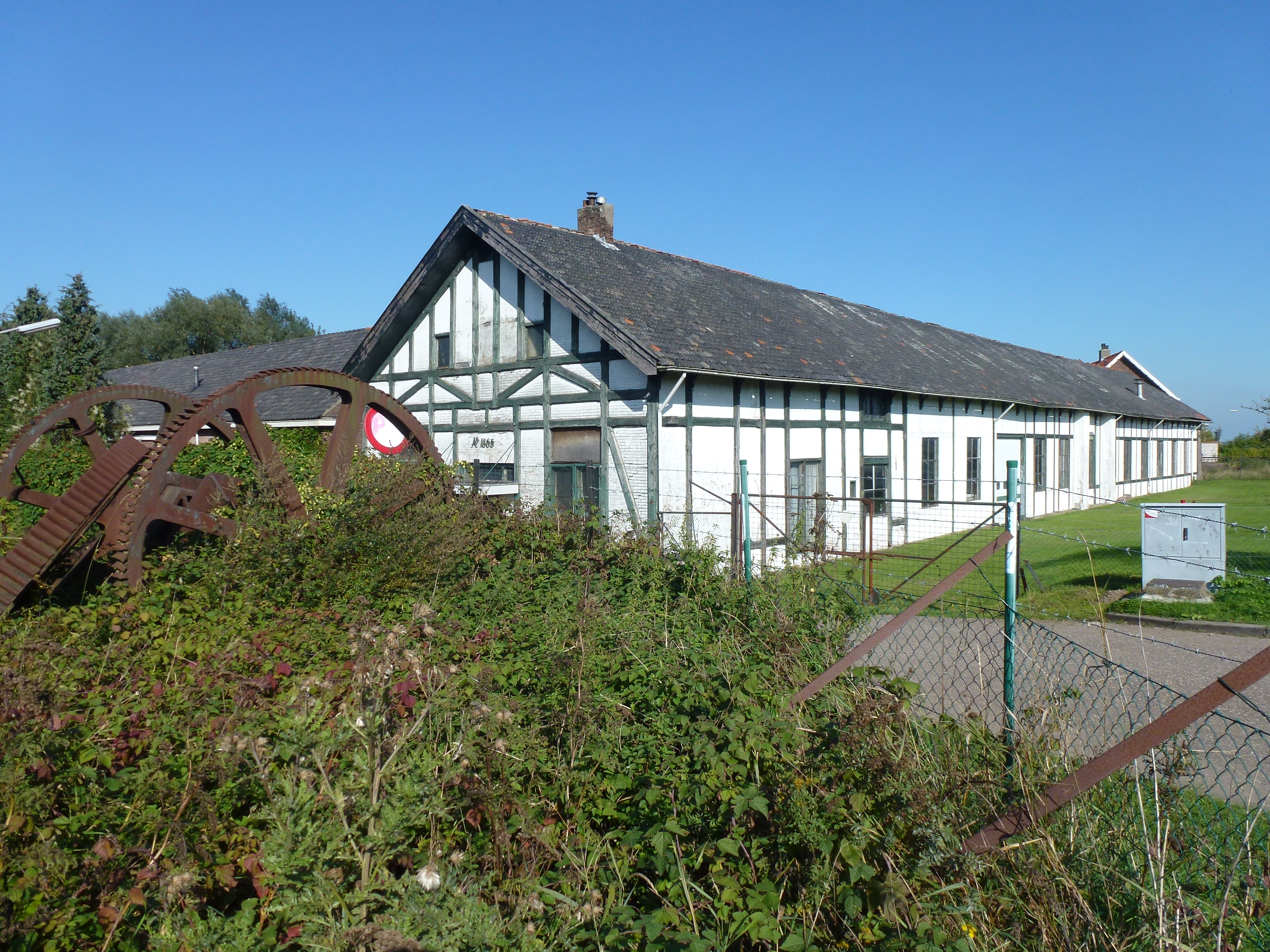
Ooyse Sluispad 2
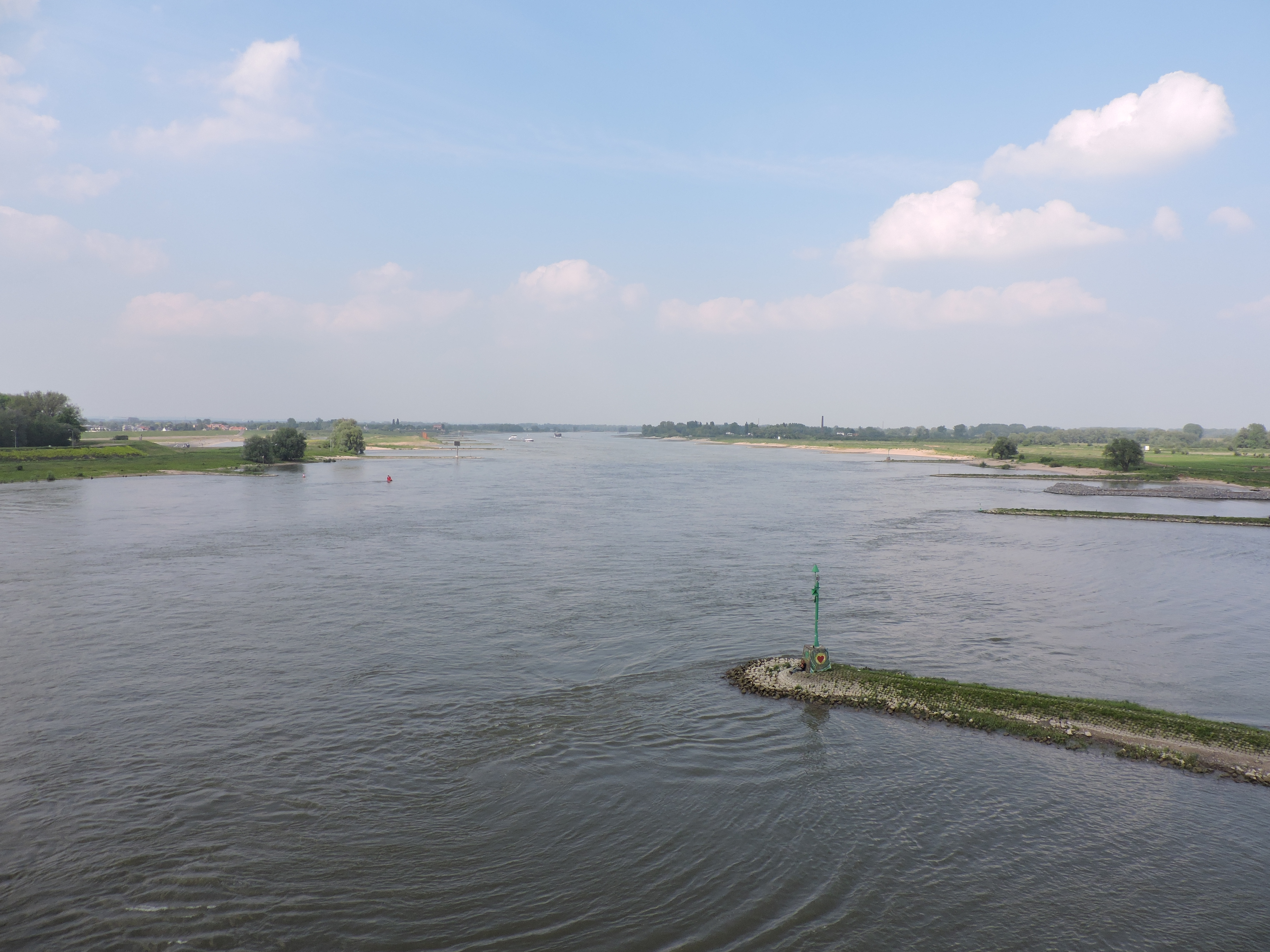
De Waal bij Ooyse Schependom
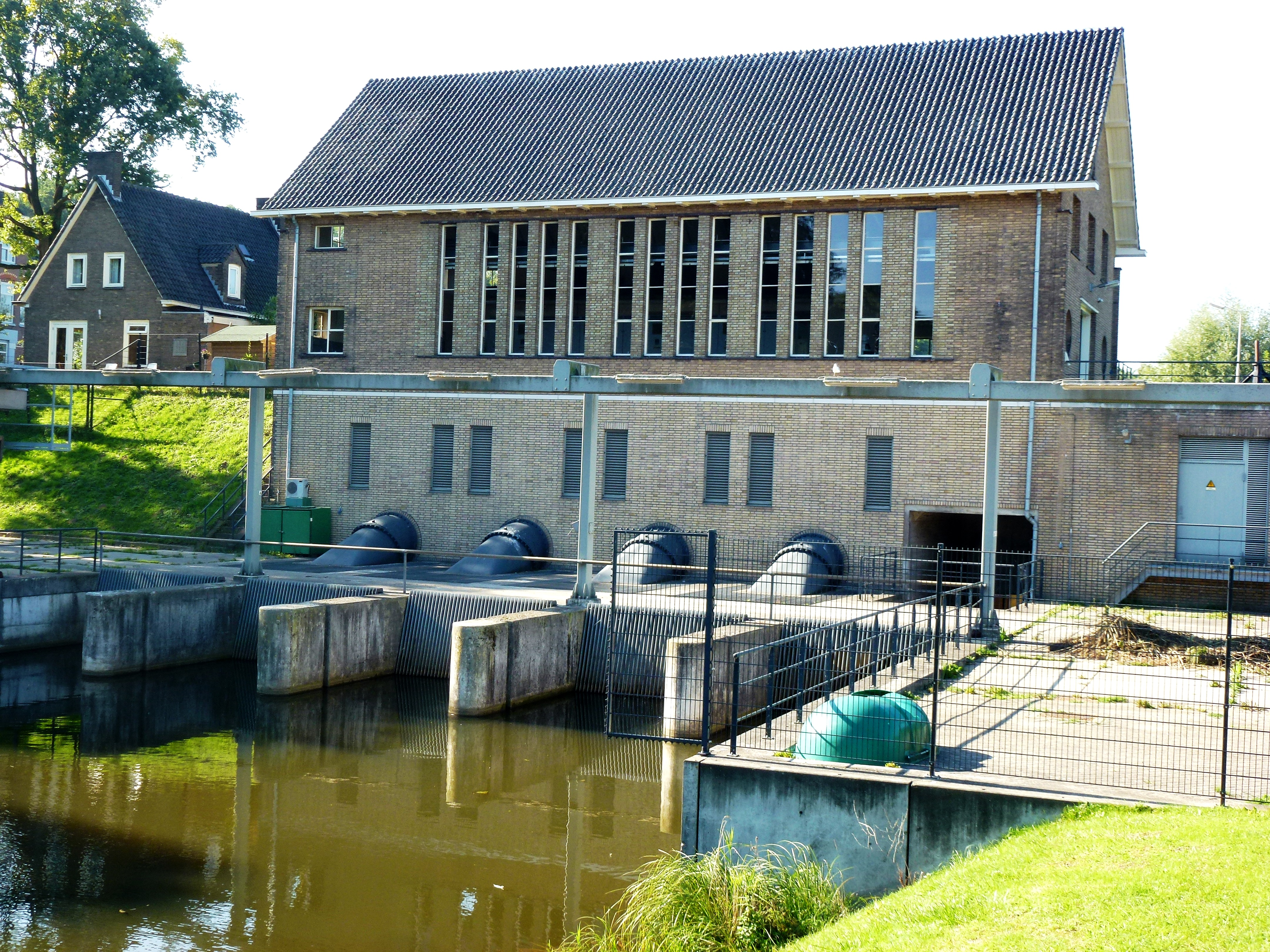
Hollands-Duits gemaal
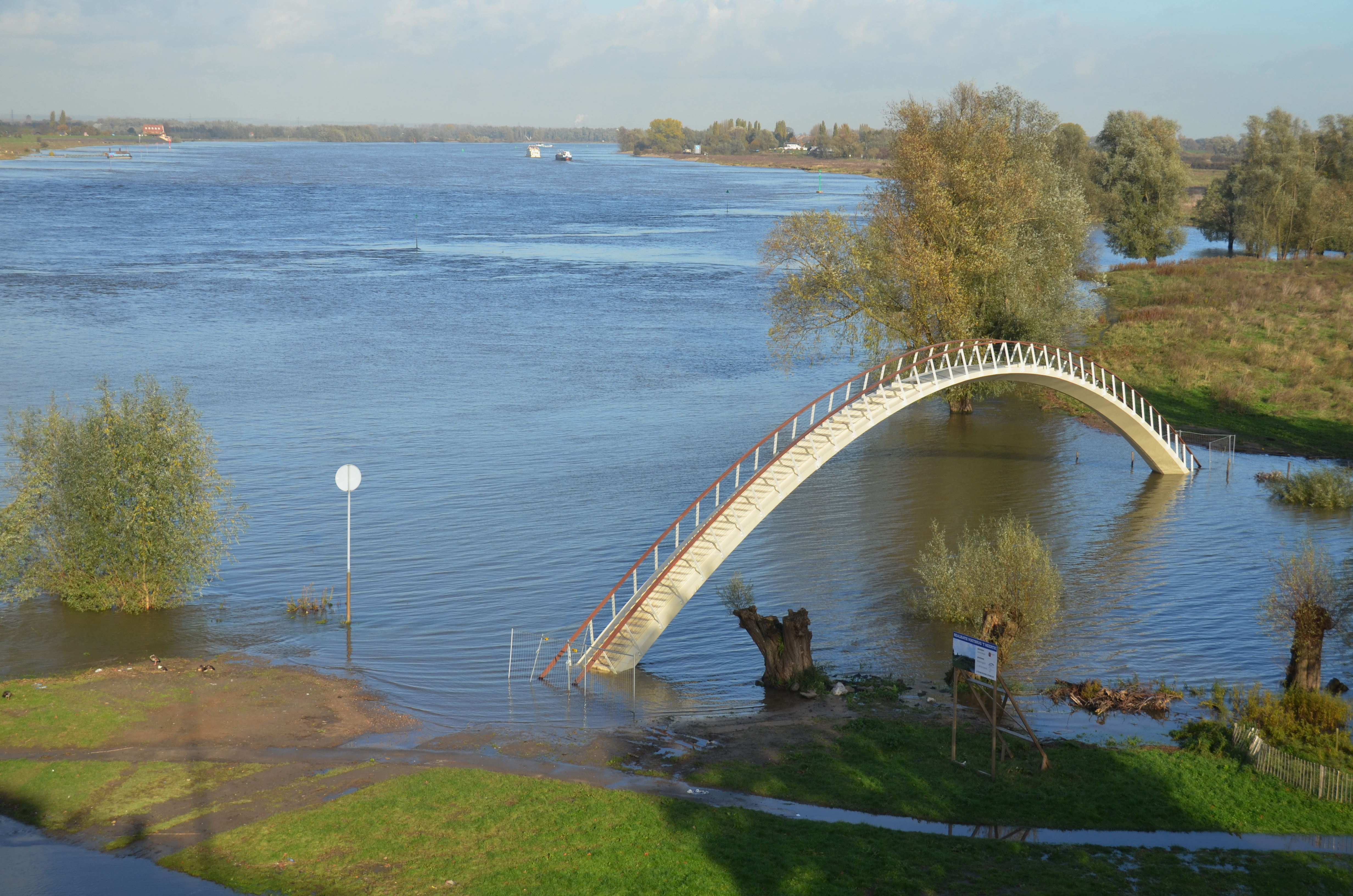
De Ooypoort over Het Meertje bij hoogwater
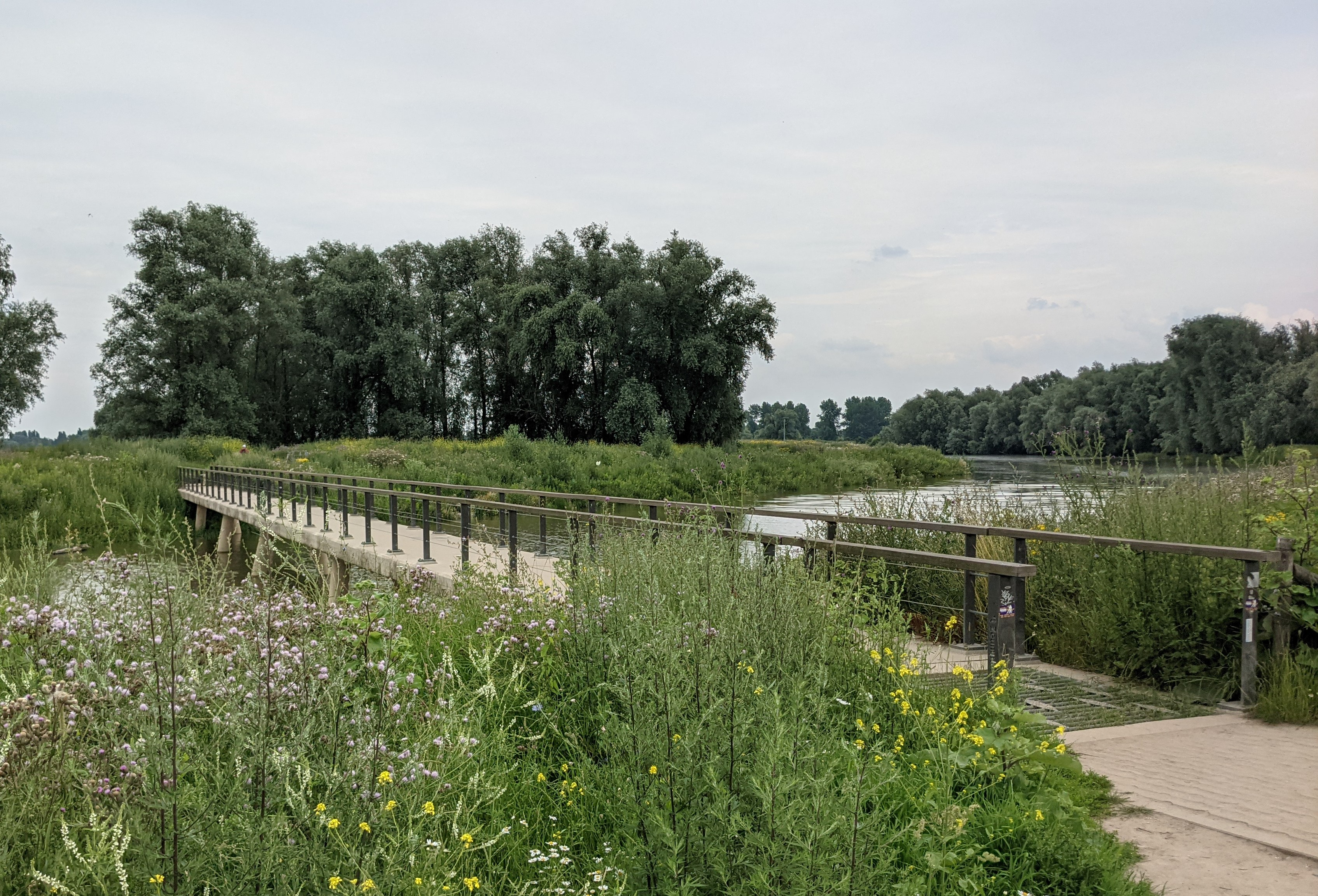
't Zeumplankje over 't Zeumke